# Campeonato Húngaro de Futebol de 1950
O Campeonato Húngaro de Futebol de 1950, denominada oficialmente de Nemzeti Bajnokság I 1950, foi a 48ª edição da competição máxima do futebol húngaro. O campeão foi o Honvéd que conquistou seu 2º título húngaro. O artilheiro foi Ferenc Puskás do Honvéd com 25 gols.

## Classificação
| Pos. | Equipes                | Pts | J  | V  | E | D  | GP | GC | SG  | Classificação ou Rebaixamento               |
| ---- | ---------------------- | --- | -- | -- | - | -- | -- | -- | --- | ------------------------------------------- |
| 1    | Honvéd                 | 27  | 15 | 13 | 1 | 1  | 67 | 16 | 51  | Campeão                                     |
| 2    | Textiles               | 24  | 15 | 11 | 2 | 2  | 54 | 25 | 29  |                                             |
| 3    | Dózsa                  | 21  | 15 | 9  | 2 | 3  | 37 | 23 | 14  |                                             |
| 4    | Csepeli Munkás         | 18  | 15 | 8  | 2 | 5  | 33 | 21 | 12  |                                             |
| 5    | Dorogi Tárna           | 18  | 15 | 8  | 2 | 5  | 36 | 32 | 4   |                                             |
| 6    | Vasas                  | 17  | 15 | 8  | 1 | 6  | 30 | 23 | 7   |                                             |
| 7    | Salgótarjáni           | 16  | 15 | 6  | 4 | 5  | 27 | 26 | 1   |                                             |
| 8    | Diósgyőri              | 16  | 15 | 5  | 6 | 4  | 21 | 23 | –2  |                                             |
| 9    | Győri Vasas            | 13  | 15 | 6  | 1 | 8  | 28 | 28 | 0   |                                             |
| 10   | ÉDOSZ                  | 12  | 15 | 5  | 2 | 8  | 25 | 30 | –5  |                                             |
| 11   | Szombathelyi Lokomotív | 12  | 15 | 3  | 6 | 6  | 16 | 26 | –10 |                                             |
| 12   | Szegedi                | 12  | 15 | 4  | 4 | 7  | 22 | 44 | –22 |                                             |
| 13   | Postás                 | 11  | 15 | 4  | 3 | 8  | 18 | 28 | –10 | Zona de rebaixamento à Nemzeti Bajnokság II |
| 14   | Előre                  | 10  | 15 | 4  | 2 | 9  | 26 | 41 | –15 | Zona de rebaixamento à Nemzeti Bajnokság II |
| 15   | Bőripari               | 7   | 15 | 2  | 3 | 10 | 22 | 51 | –29 | Zona de rebaixamento à Nemzeti Bajnokság II |
| 16   | Tatabányai Tárna       | 6   | 15 | 1  | 4 | 10 | 17 | 42 | –25 | Zona de rebaixamento à Nemzeti Bajnokság II |

## Premiação
| Campeonato Húngaro de 1950 |
| Hungria                    |
| -------------------------- |
| HONVÉD Campeão (2º título) |

## Artilheiros
| Pos. | Jogador           | Equipe         | Gols |
| ---- | ----------------- | -------------- | ---- |
| 1    | Ferenc Puskás     | Honvéd         | 25   |
| 2    | Sándor Kocsis     | Honvéd         | 24   |
| 3    | Péter Palotás     | Textiles       | 17   |
| 4    | Ferenc Deák       | Dózsa          | 12   |
| 4    | Nándor Hidegkuti  | Textiles       | 12   |
| 4    | József Molnár     | Dorogi Tárna   | 12   |
| 7    | Mihály Keszthelyi | Csepeli Munkás | 10   |
| 8    | László Budai      | Honvéd         | 8    |
| 8    | Egresi Béla       | Dózsa          | 8    |
| 8    | László Ladányi    | Szegedi        | 8    |